# موريس نيكول
موريس نيكول (بالفرنسية: Maurice Nicolle)‏ هو عالم أحياء دقيقة وأحيائي فرنسي، ولد في 1 مارس 1862 في روان في فرنسا، وتوفي في 20 أغسطس 1932 في باريس في فرنسا.